# Heinz Ullmann
Heinz Ullmann (* 18. April 1886 in Berlin; † 12. August 1968 ebenda) war ein deutscher Politiker (FDP).

## Leben und Beruf
Nach dem Besuch des Gymnasiums absolvierte Ullmann eine Banklehre und arbeitete anschließend bei der Deutschen Bank AG. Später bestand er das Examen als Wirtschaftsprüfer und war dann als Wirtschaftsprüfer und Steuerberater in Berlin tätig. Von 1961 bis 1969 war er Mitglied des Beirats der Friedrich-Naumann-Stiftung für die Freiheit.

## Politik
Ullmann trat in die FDP ein und war von 1951 bis 1958 Mitglied des Berliner Abgeordnetenhauses. Nach dem Tod des Regierenden Bürgermeisters Ernst Reuter (SPD) am 29. September 1953 zerbrach die Koalition aus SPD, CDU und FDP. Die SPD ging in die Opposition, während die CDU gemeinsam mit der FDP unter dem neuen Regierenden Bürgermeister Walther Schreiber die Regierung übernahm. Ullmann wurde hierbei zum Nachfolger von Herbert Hausmann (SPD) als Senator für Verkehr und Betriebe des Landes Berlin gewählt. Jedoch verlor die Koalition bereits ein Jahr später ihre Mehrheit, da die SPD bei der Abgeordnetenhauswahl 1954 die absolute Mehrheit erlangte und nunmehr eine Koalition mit der CDU einging. Die FDP schied aus der Koalition aus und Ullmann schied am 11. Januar 1955 aus dem Amt.